# Johnny Hallyday

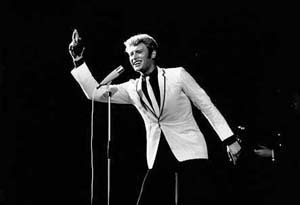
Hallyday în 1965

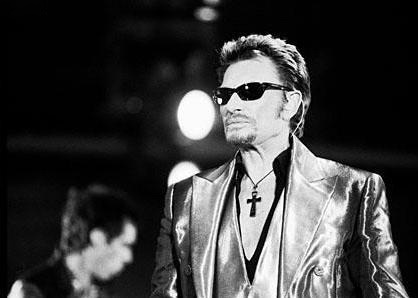
Johnny Hallyday în 2003

Jean-Philippe Smet (pronunție în franceză [ʒɑ̃filip leo smɛt] - n. 15 iunie 1943, Paris, Île-de-France, Franța – d. 5 decembrie 2017, Marnes-la-Coquette, Île-de-France, Franța), mult mai bine cunoscut după numele său de scenă, Johnny Hallyday, a fost un cântăreț de muzică rock and roll și pop, precum și actor francez, creditat cu popularizarea rock'n'roll-ului în Franța.
De-a lungul unei cariere impresionante de 57 de ani, Hallyday a lansat 79 de albume și a vândut peste 80 de milioane de discuri în întreaga lume, cu precădere în lumea francofonă,plasând Hallyday ca unul dintre cei mai bine vânduți muzicieni din Franța și din întreaga lume.
Hallyday a câștigat cinci albume de diamant, 40 de albume de aur, 22 albume de platină și zece Music Victories., interpetând mai mult de 1.154 de cântece și cântând alături de 187 de muzicieni.
Intens apreciat pentru vocea sa puternică și performanțele sale spectaculoase, Hallyday ajungea uneori la stadioanele, unde urma să performeze spectacolele sale, fie intrând de-a dreptul în mijlocul mulțimii, fie sărind dintr-un elicopter, așa cum a făcut-o pe Stade de France, stadion pe care a avut nouă reprezentații. Printre cele 3,257 de reprezentații, completate în 187 de turnee, cele mai memorabile sunt considerate a fi fost cele de pe stadioanele Parc des Princes din 1993 și de pe Stade de France din 1998 (imediat după câștigarea de către Franța a Cupei Mondiale), respectiv spectacolul de la Turnul Eiffel din 2000, spectacole care sunt, de asemenea, considerate a fi show-uri record în termeni de bilete vândute și participare a publicului pentru un muzician francez. Cel puțin un milion de spectatori s-au adunat la spectacolul său live de la Turnul Eiffel, alături de peste alte nouă milioane de telespectatori, care au urmărit în direct transmiterea show-ului.
Hallyday a colaborat adesea cu cei mai buni artiști și muzicieni francezi ai timpului său, printre care cei mai notabili se aflau și Charles Aznavour, Michel Berger și Jean-Jacques Goldman, în timp ce show-urile sale au fost produse de Jean-Claude Camus, considerat a fi unul dintre cei mai buni producători muzicali francezi ai tuturor timpurilor.
Imens de popular în Franța, Johnny Hallyday era adesea și simplu numit „Johnny”, fiind considerat a fi un „monument național” (și singurul cântăreț de la Edith Piaf), fiind parte importantă a culturii franceze. Longevitatea sa artistică excepțională l-a făcut să devină o figură culturală familiară pentru patru generații, precum și un simbol al următorilor „Treizeci de ani glorioși”, atunci când Hallyday a „explodat” pe scena artistică francez a anului 1960. Peste 2.500 de reviste și publicații i-au dedicat coperte și articole de fond, respectiv 190 de cărți referitoare la artistul și muzicianul Johnny Hallyday au fost scrise în timpul vieții sale.

## Viață timpurie
Jean-Philippe Smet s-a născut în Paris, la data de 15 iunie 1943, dintr-un tată belgian, Léon Smet, și o mamă franceză, Huguette Eugénie Pierrette Clerc. Tatăl Léon Smet, care lucra ca un artist într-un club de noapte, și-a părăsit copilul și soția câteva luni mai târziu. Obligată de situație, Huguette Clerc a început a lucra ca model, având puțin timp de a se ocupa de fiul său. Jean-Philippe a fost crescut de mătușa sa, Hélène Mar, luîndu-și ulterior numele său de scenă după un văr prin alianță din statul american Oklahoma, care folosea numele de scenă de Lee Halliday. Lee a devenit un mentor al lui  Smet, expunându-l muzicii americane și numindu-l ulterior "Johnny Hallyday".

## Carieră
Influențat de mai mulți cântăreți americani ai anilor 1950, printre care Elvis Presley fusese o figură dominantă, Hallyday a devenit cunoscut ca muzicianul care cânta rock 'n' roll în franceză. Single-ul său de debut, "Laisse les filles" a fost lansat de casa de discuri Vogue în martie 1960. Primul său album, "Hello Johnny",a fost lansat ulterior, de asemenea în 1960.
În 1961, versiunea sa cover a cunoscutei melodii Let's Twist Again a vândut peste un milion de copii, fiind premiată cu "discul de aur". Aproape imediat, versiunea lui Hallyday a ocupat locuri fruntașe în aproape toate topurile europene, chiar dacă a fost ignorată de topul britanic UK Singles Chart.
Alături de britanicii Invaziei britanice, Johnny Hallyday a fost promavat de influentul show de televiziune The Ed Sullivan Show, cântând alături de una din stelele muzicii americane de atunci, Connie Francis, într-un spectacol înregistrat la celebrul club de noapte Moulin Rouge din Paris. 
Sub managementul lui Bruno Coquatrix, Hallyday a produs multe apariții pe celebra scenă Paris Olympia. La prima lor apariție în concert, (ulterior) celebra trupă The Jimi Hendrix Experience a lui Jimi Hendrix, a deschis spectacolul pentru Johnny Hallyday, în Nancy, pe 14 octombrie 1966. Diferite înregistrări ale spectacolului, incluzând filmice, dar și ale petrecerii de după show există, în care Hallyday, Hendrix, managerul Chas Chandler și alți apropiați se găsesc petrecând împreună. Hallyday s-a socializat de asemenea, printre alții, cu Keith Richards și Bob Dylan.

## Viață personală

### Căsătorii și copii
Hallyday a fost căsătorit de cinci ori, incluzând de două ori cu aceeași femeie, Adeline Blondieau, între 1990 și 1992, respectiv între 1994 și 1995. Primele patru căsnicii s-au terminat prin divorțuri, ultima (cu Læticia Boudou, care i-a devenit văduvă) fiind cea mai lungă (de peste 21 de ani), terminându-se prin decesul artistului.
Prima căsătorie a lui Hallyday a fost cu cântăreața franceză Sylvie Vartan, cu care a colaborat muzical adesea, durând 15 ani, între 1965 și 1980. Cei doi au împreună un fiu, David, născut în 1966.

### Rezidență
Hallyday, care locuise de mult în Los Angeles, California, statul California, era și proprietarul unui mic castel, în Gstaad, Switzerland, unde locuise între 2006 și 2015 pentru a evita taxele exorbitante impuse de guvernul francez pentru cei cu venituri de peste un milion de euro anual. Hallyday afirmase de mai multe ori ca ar reveni din nou la o rezidență franceză, dacă Franța și-ar modifica legile fiscale. În ianuarie 2014, Hallyday a afirmat că locul său actual de rezidență este Statele Unite, ca urmare a investigațiilor unui jurnalist elvețian, care demonstrase că Hallyday nu a petrecut destul timp în Gstaad pentru a se califica ca rezident elvețian.
Locuind în California, una din activitățiile favorite ale muzicianului francez era folosirea motocicletei sale Harley-Davidson pentru a avea în lungi excursii în deșerturile californiene, poposind la motelurile mici presărate de-a lungul rutelor folosite.

## Filmografie selectivă
- 1955 Diabolicele (Les diaboliques), regia Henri-Georges Clouzot
- 1962 Pariziencele (Les Parisiennes), regia Marc Allégret
- 1964 Căutați idolul (Cherchez l'idole), regia Michel Boisrond
- 1969 Specialiștii (Gli specialisti), regia Sergio Corbucci
- 1977 Animalul	(L'animal), regia Claude Zidi